# سد وادي الموجب
سد وادي الموجب سد مائي يقع في محافظة الكرك جنوب الأردن، السعة التخزينية للسد هي 30 مليون م3، تم البدء في إنشاء السد سنة 1999 وتم إنجاز البناء سنة 2003، يستخدم السد لعدة أغراض منها الشرب والصناعة والري، السد من النوع خرساني وترابي متجانس، شهد السد خلال سنة 2013 فيضان بسبب الأمطار الغزيرة والثلوج التي هطلت على المنطقة في ذلك العام يعتبر وادي الموجب أو كما كان يطلق عليه تاريخياً نهر أرنون المغذي الرئيسي للسد.
تم تشجير المنطقة المحيطة بالسد أوائل عقد 2010 كنوع من اضفاء جمالية على المكان المحيط بالسد، السد كذلك يستعمل لصيد وتربية الأسماك.

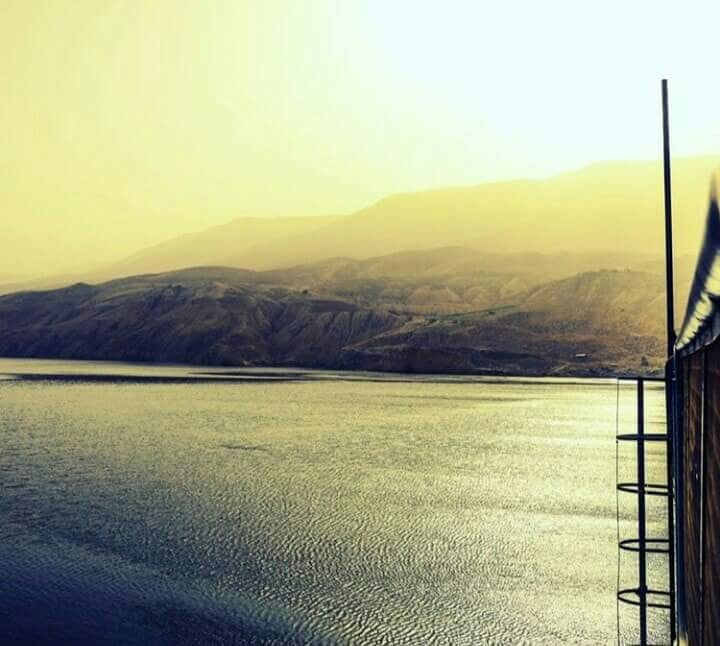
سد وادي الموجب